# 罗伯特·皮卡多
罗伯特·皮卡多（英語：Robert Picardo，1953年10月27日—）是一名出生于宾夕法尼亚州费城的美国演员。皮卡多在一些电视剧中扮演过多个知名角色，其中包括美国广播公司制作的电视剧《China Beach》中的理查德森·迪克医生、联合派拉蒙电视网的电视剧《星际旅行：航海家号》中的紧急医疗全息程序、《惊异大奇航》（Innerspace）中的牛仔、《The Wonder Years》中的教练（这个角色使他获得了艾美奖的提名。） 、《恶夜骇客》（Wagons East）中的本·惠勒和《星际之门：SG-1》与《星际之门：亚特兰蒂斯》中的理查德·伍尔西（Richard Woolsey）。

## 早年生活
罗伯特·皮卡多出生于美国宾夕法尼亚州费城，他的父亲名为乔·皮卡多，是一位意大利裔美国人。皮卡多父亲的家庭来自那不勒斯，他的母亲则来自阿布鲁佐的邦巴。1971年，皮卡多从威廉学校（William Penn Charter School）毕业，然后进入耶鲁大学学习医学，但随后他转而学习表演专业。在耶鲁大学学习期间，皮卡多曾加入过一个无伴奏合唱社团，还在百老汇剧院参与了戏剧《贡品》（Tribute）和《双子座》（Gemini）的表演。

## 演艺生涯
正式步入演艺圈后，罗伯特·皮卡多先是在电影《狼嚎重生》（The Howling）扮演一名连环杀手，而后又在情景喜剧《爱丽丝》（Alice）中扮演一名主角。1985年，皮卡多在儿童科幻电影《探索者》（Explorers）中出现数次，随后又在同系列的多部儿童科幻电影中登场，在这些科幻电影中，皮卡多都扮演一个科学家。1987年，皮卡多在电影《惊异大奇航》中扮演一名牛仔，随后他又在电影《传奇》中出演配角。在这一时期，皮卡多也涉猎动漫配音领域，他曾在《月球上的奇妙女郎》（Amazon Women on the Moon）中为一名角色配音。1990年，皮卡多在科幻电影《全面回忆》中扮演了约翰尼，并在1995年《急诊室的故事》第二季第六集作为客串角色出现。
1990年代早期，皮卡多在著名情景喜剧《家居装饰》（Home Improvement）担任一名联合主演。1995年至2001年，皮卡多在联合派拉蒙电视网旗下电视剧《星际旅行：航海家号》中出演紧急医疗全息程序（主医官）一角。这一角色在电视剧中并不是一位真人，而是星际联邦开发的一种电脑模拟全息影像程序，这个角色也曾在星际旅行VIII：第一类接触中短暂出现。2001年，皮卡多在电视剧《七天》（Seven Days）中的一集客串出演，2004年，他开始在《星际之门：SG-1》和《星际之门：亚特兰蒂斯》系列电视剧中出演配角理查德·伍尔西，但在《星际之门：亚特兰蒂斯》第五季中，理查德·伍尔西开始成为一名主角。
2007年，皮卡多在《少年骇客：与时间赛跑》（Ben 10: Race Against Time）中出演怀特校长一角，不久，他又参演了一部独立电影。2008年，皮卡多与Q的扮演者约翰·德·兰西（John de Lancie）一起制作了《星际旅行：音乐会》（Star Trek: The Music）。皮卡多在这个音乐辑中与兰西重新演绎了星际旅行电视剧和电影中的一些经典歌曲。皮卡多也曾在知名电视剧犯罪现场调查：纽约的一集中客串一名警察。
除了表演事业，皮卡多也是行星学会的一员，这个学会主要进行与天文学相关的研究，皮卡多从1990年代起就加入了这个组织，并为这个组织做出了一些贡献。2002年，皮卡多纂写了一本名为《全息影像手册》（The Hologram's Handbook）的自传。2008年2月5日，制作公司宣布皮卡多将在《星际之门：亚特兰蒂斯》第五季和最终季中成为一个主角，这个角色将会成为亚特兰蒂斯探索队的任务总指挥。2009年，皮卡多在电视剧《点到即止》中出演了一个配角，并在使命召唤：黑色行动中为罗伯特·麦克纳马拉配音。

## 个人生活
1984年，皮卡多和琳达·波力克结婚，他们共育有两个女儿，分别名为尼基和吉娜。皮卡多是行星学会的一员，这个学会主要进行与天文学相关的研究。皮卡多还在一档每周30分钟的电台节目中进行播音工作。

## 所获奖项
- 1991年，土星奖最佳男配角提名；
- 2000年，土星奖最佳电视剧配角提名（星际旅行：航海家号）。

## 作品
| 年份   | 作品                     | 饰演                    | 备注                      |
| ------ | ------------------------ | ----------------------- | ------------------------- |
| 1981年 | 狼嚎重生                 | Eddie Quist             |                           |
| 1981年 | 爱丽丝                   | 麦克斯韦警官            |                           |
| 1985年 | 传奇                     | Meg Mucklebones         |                           |
| 1985年 | 探索者                   | 科学家                  |                           |
| 1987年 | 月球上的奇妙女郎         | 赖克                    |                           |
| 1987年 | 惊异大奇航               | 牛仔                    |                           |
| 1988年 | The Wonder Years         | Coach Cutlip            | 1988年至1991年共出演15集  |
| 1988年 | China Beach              | 理查德森·迪克医生       | 1988年至1991年共出演61集  |
| 1989年 | Loverboy                 | Reed Palmer             |                           |
| 1990年 | 小魔怪2                  | Forster                 |                           |
| 1990年 | 全面回忆                 | 约翰尼                  |                           |
| 1991年 | 寻梦之旅                 | Jerry The Policeman     |                           |
| 1993年 | 家居装饰                 | Joe The Meat Man Morton |                           |
| 1994年 | 恶夜骇客                 | Ben Wheeler             |                           |
| 1995年 | 星际旅行：航海家号       | 紧急医疗全息程序        | 1995年至2001年共出演170集 |
| 1996年 | 星际旅行VIII：第一类接触 | 紧急医疗全息程序        |                           |
| 1997年 | 星际旅行：深空九号       | Dr. Lewis Zimmerman     | 出演一集                  |
| 2001年 | 七天                     | Major Michael McGrath   | 电视剧                    |
| 2002年 | 超人正义联盟             | Amazo                   | 2002年至2004年共出演6集   |
| 2003年 | The Lyon's Den           | Detective Nick Traub    | 2003年至2004年共出演7集   |
| 2004年 | 星际之门：SG-1           | 理查德·伍尔西           | 2004年至2007年共出演7集   |
| 2004年 | 白宫群英                 | E. Bradford Shelton     | 电视剧                    |
| 2005年 | E-Ring                   | 洛瑞                    | 2005年至2006年共出演4集   |
| 2005年 | 4400                     | Trent Appelbaum         | 电视剧                    |
| 2006年 | 星际之门：亚特兰蒂斯     | 理查德·伍尔西           | 2006年至2009年共出演20集  |
| 2007年 | 加勒比海盗3：世界的尽头  | 配音                    |                           |
| 2007年 | 少年骇客：与时间赛跑     | 怀特校长                |                           |
| 2008年 | 超人前传                 | Edward Teague           | 出现两集                  |
| 2009年 | 灵书妙探                 | Dr. Clark Murray        | 出现两集                  |
| 2010年 | 火线警探                 | Karl Hanselman          | 电视剧                    |
| 2010年 | 邪恶力量                 | Wayne Whittaker         | 电视剧                    |
| 2010年 | Monsterwolf              | Stark                   |                           |
| 2010年 | 巨鲨大战食人鳄           | 海军上将卡尔文          |                           |
| 2010年 | 使命召唤：黑色行动       | 罗伯特·麦克纳马拉       | 配音                      |
| 2011年 | 星际之门：宇宙           | 理查德·伍尔西           | 电视剧                    |
| 2011年 | 非凡家庭                 | 副校长                  | 电视剧                    |
| 2011年 | 星际旅行：舰长峰会       |                         |                           |